# RMS Empress of Canada (1920)
«Емпрес оф Кенеда» або «Імператриця Канади» (англ. RMS Empress of Canada (1920) — пасажирське судно-океанський лайнер, побудований британською суднобудівною компанією Fairfield Shipbuilding and Engineering Company у Говані на замовлення канадської компанії Canadian Pacific Steamships Ltd. До 1939 року судно регулярно здійснювало транстихоокеанський перехід між західним узбережжям Канади і Далеким Сходом. На початку Другої світової війни перетворене на військове транспортне судно Королівського флоту Великої Британії. 13 березня 1943 року затоплений торпедною атакою італійського підводного човна «Леонардо да Вінчі» у 400 милях від мису Пальмас.

## Історія
4 вересня 1923 року «Імператриця Канади» прибула в гавань Токіо — лише через три дні після руйнівного Великого землетрусу Канто, якого зазнало місто. У порту стояв канадський океанський лайнер «Імператриця Австралії», перетворений на командний пункт, з якого британський консул керував роботою з надання допомоги, а «Імператриця Канади» перевозила біженців — 587 європейців, 31 японця та 362 китайців — у Кобе.
13 жовтня 1929 року «Імператриця Канади» сіла на мілину біля острова Ванкувер, Британська Колумбія. 15 жовтня судно було знято з мілини і відбуксоване в Іскваймолт для постановки в сухий док.
Після початку Другої світової війни в 1939 році судно переобладнали на військове транспортне судно. 6 січня 1940 року «Імператриця Канади» залишила Веллінгтон з новозеландськими підрозділами, приєдналася до австралійських кораблів і 8 лютого прибула в Аден, звідки конвой розділився з усіма кораблями, що прямували в Суец.
14 червня 1940 року частина військового конвою US 3, що складався з лайнерів «Анди», «Аквітанія», «Імператриця Британії», «Імператриця Канади», «Мавританія» та «Королева Мері», який вирушив з Австралії на шляху до Клайда, західніше Гібралтару зустріли угруповання військово-морських сил на чолі з лінійним крейсером «Гуд», разом з есмінцями «Весткотт», «Варвік» та іншими кораблями британсько-канадського флоту.
Судно продовжувало переправляти війська АНЗАК із Нової Зеландії та Австралії до зони бойових дій у Європі, доки не було потоплене. Опівночі 13 березня 1943 року на шляху з Дурбана в Такораді з італійськими військовополоненими разом з польськими та грецькими біженцями «Імператриця Канади» була торпедована і потоплена італійським підводним човном «Леонардо да Вінчі» на відстані 400 миль (640 км) на південь від мису Пальмас на узбережжі Африки. Із приблизно 1800 людей на борту 392 особи загинули. Майже половина зареєстрованих загиблих була італійськими полоненими.